# Tetsuto Hiroshi
Hiroshi Tetsuto (sinh ngày 28 tháng 9 năm 1982) là một cầu thủ bóng đá người Nhật Bản.

## Sự nghiệp câu lạc bộ
Hiroshi Tetsuto đã từng chơi cho Saga Nanyo, Sagan Tosu và Matsumoto Yamaga FC.